# Павел Дякон
Павел Дякон (на латински: Paulus Diaconus или Paul Warnefried, Warnfridus; * 720 г. във Фриули, Италия, † 799 г. в Монтекасино) е теолог, историк и поет.
Като син на Теодолинда и Варнефридс, той произхожда от благородна лангобардска фамилия, която заедно с крал Албоин дошла до Италия и имала добри отношения с двора на херцога на Фриули.
Получава отлично образование в двора на краля на лангобардите Ратчис (Ratchis) в Павия, между другото при Граматик Флавианус (Grammatiker Flavianus). Учи юридически науки, но скоро започва да учи теология.
Преди 774 г. той става монах в манастира Монтекасино в Херцогство Беневенто, където е много продуктивен.
През 782 г. той отива в двора на Карл Велики, за да освободи задържания си заради бунт брат Аречис. До 786 г. живее в двора на Карл Велики и става член на неговата Академия. През 787 г. той се връща отново в манастира Монтекасино.
Основно съчинение на Павел Дякон е Historia gentis Langobardorum, „История на лангобардите“. Това е недовършен 6 томов източник за историята на лангобардите от 568 г. до 744 г. За написването авторът използва устни предания, писмени източници и свидетелства на съвременници.
Павел Дякон дава интересни данни за прабългарите, особено за групата на Алцековите българи в Италия.
Павел Дякон умира на 13 април между 797 г. и 799 г.